# Merv Cross
Mervyn John Cross (Warialda, Australia, 3 de julio de 1941-Sídney, 25 de agosto de 2023) fue un jugador de rugby australiano que jugó en la posición de delantero.

## Equipos
| Periodo | Club                   | Partidos | Tries | Goles | Goles de Campo | Puntos |
| ------- | ---------------------- | -------- | ----- | ----- | -------------- | ------ |
| 1960–61 | South Sydney Rabbitohs | 23       | 0     | 0     | 0              | 0      |
| 1962    | Sydney Roosters        | 13       | 1     | 0     | 0              | 3      |
| 1963    | North Sydney Bears     | 9        | 1     | 0     | 0              | 3      |

## Tras el retiro
Luego de retirarse pasó a ser cirujano ortopédico especializado en la medicina deportiva, donde logró ganar la Orden de Australia por el novedoso método de cirugía de rodilla. También formó parte del comité ejecutivo de la National Rugby League en los años 2000, donde fue su director hasta su retiro en 2005.